# شیفلانژ
شیفلانژ (به لوکزامبورگی: Schëffleng) یک شهرداری در استان اش-سور-الزت کشور لوکزامبورگ است که ۷٫۷۱ کیلومترمربع مساحت دارد و جمعیت آن در سال ۲۰۰۹ میلادی ۸۷۸۶ نفر بوده‌است.